# Ley Orgánica para la Prevención y Erradicación de la Violencia contra las Mujeres
La Ley Orgánica para la Prevención y Erradicación de la Violencia contra las Mujeres es un conjunto sistematizado y organizado de normas jurídicas, cuyo texto principal tiene por objetivo establecer políticas públicas de prevención y erradicación de la violencia contra la mujer en Ecuador. El proyecto inicial fue presentado por el presidente Lenín Moreno a la Asamblea Nacional de Ecuador el 24 de agosto de 2017, y fue aprobado por unanimidad el 26 de noviembre de 2017.

## Antecedentes
La violencia contra la mujer se vincula a la desigual distribución de poder, y relaciones de asimetría en la sociedad. Si todas son violaciones contra los derechos humanos, la mayor parte de acciones consiste en violencia hacia las mujeres. Las principales enmiendas a la legislación ecuatoriana se han realizado en lo concerniente a la violencia doméstica. (Rico, 1996) Por ejemplo, un impedimento jurídico que existía en Ecuador, se encuentra en el Código de Procedimiento Penal, en el que se determinaba la prohibición de realizar denuncias entre cónyuges, ascendientes y descendientes familiares. Esto imposibilitaba denunciar la violencia intrafamiliar. (Camacho, 2014)
Es a raíz de 1981 que el Estado ecuatoriano comenzó a intervenir con la ratificación de la Convención Sobre la Eliminación de todas Formas de Discriminación Contra las Mujeres (GEDAW), así la desnaturalización de la violencia contra la mujer comenzó a tomar impulso. En 1994 se creó la primera Comisaría de la Mujer y la Familia (CMF), un espacio para prevenir y sancionar la violencia intrafamiliar. Para 1995 la ley 103 Contra la Violencia de la Mujer y la Familia entró en vigor, ese mismo año Ecuador ratificó también la Convención Interamericana para Prevenir, Sancionar y Erradicar la Violencia Contra la Mujer de Belém do Pará, además suscribió la Plataforma de acción de Beijing. (Camacho, 2014)